# Rafał Martynowski
Rafał Martynowski (ur. 7 sierpnia 1984 w Maple, Ontario) – kanadyjski hokeista pochodzenia polskiego.
Jego kuzyn David Kostuch, także został hokeistą. Razem występowali w Cracovii w latach 2010-2011 i ponownie w 2012.

## Kariera klubowa
- Kitchener Rangers (2001–2003)
- Sudbury Wolves (2003–2005)
- Richmond RiverDogs (2005)
- Quad City Mallards (2005–2006)
- Odessa Jackalopes (2006–2007)
- Muskegon Lumberjacks (2007–2008)
- EC Pfaffenhofen (2008–2010)
- Cracovia (2010–2012)

Od września 2010 do 2012 zawodnik Cracovii.

## Sukcesy
- J. Ross Robertson Cup: 2003 z Kitchener Rangers
- Memorial Cup: 2003 z Kitchener Rangers
- Wayne Gretzky Trophy: 2003 z Kitchener Rangers
- Hamilton Spectator Trophy: 2003 z Kitchener Rangers
- Holody Trophy: 2003 z Kitchener Rangers
- Złoty medal mistrzostw Polski: 2011 z Cracovią
- Srebrny medal mistrzostw Polski: 2012 z Cracovią